# Fermín Canella Secades
Fermín Canella Secades (Oviedo, 7 de juliol de 1849 – 22 de març de 1924) fou un escriptor, catedràtic i cronista asturià.
Nascut a Oviedo, va estudiar dret (civil i canònic) i Filosofia i Lletres a la universitat de la ciutat. Una vegada finalitzada la carrera es doctora en dret el 1871 a la mateixa universitat. El 1866 queda vinculat a la universitat d'Oviedo com a professor auxiliar fins que obté després d'una oposició la càtedra d'Ampliació del Dret civil i Codis el 1876. El 1906, després de trenta anys com a catedràtic, és nomenat rector de la Universitat ocupant el lloc de Félix de Aramburu. El 1914 és nomenat senador del districte universitari pel que ha de renunciar al rectorat.

## Obra
S'inicia al món del periodisme el 1866 quan coofunda El Apolo. Segueix durant tota la seva vida col·laborant amb diferents periòdics tant regionals com a estatals. Així es poden destacar les seves col·laboracions en La Ilustración Gallega y Asturiana, El Faro Asturiano, El Porvenir de Asturias, El Eco de Asturias, Revista de Asturias i Diario El Carbayón.
Juntament amb la seva labor de periodista va exercir d'advocat però el seu principal camp de treball va ser l'estudi dels costums i històries d'Astúries. Així d'aquesta forma recapitula nombrosos costums, folklore o cultura popular dels pobles asturians així com la història d'Oviedo o la Universitat. Aquesta labor d'historiador té el seu punt més àlgid amb la creació juntament amb el seu amic Octavio Bellmunt d'Asturias (1895-1900) que se subtitulava «Su historia y monumentos - Bellezas, recuerdos y constumbres - El Bable - Asturianos ilustres - Agricultura e industria - Estadística». Aquest llibre és una obra mestra de la història d'Astúries, ja que en els seus tres volums i les seves més de mil tres-centes pàgines reflecteix gran part de la seva història. Aquesta magna obra va comptar amb la col·laboració en menor mesura de diferents escriptors.
Altres obres seves van ser: 
- Noticia del pintor asturiano Juan Carreño de Miranda, 1870
- Origen, carácter y juicio crítico de las Cortes de Castilla, 1871
- Historia de la Universidad de Oviedo, 1873
- Historia de la enseñanza del Derecho Civil español, 1877
- El Carbayón: recuerdos históricos de Oviedo, 1880
- El Príncipe de Asturias. Apuntes históricos, 1880
- Cartafueyos D'Asturies, 1884.
- Ara inscripcional de Santa María del Naranco, 1884
- Compilación de las leyes y demás disposiciones relativas a la conservación de los objetos artísticos e históricos, 1884
- Saber popular: Folklore asturiano, 1884
- Reseña histórica de la Sociedad Económica de Amigos del País de Asturias, 1886
- Noticias biográficas de D. Juan N. Cónsul y Requejo, 1886
- La iconoteca asturiano-universitaria, 1886
- Estudios Asturianos, 1886
- Dos estudios sobre la vida de Jovellanos, 1886
- Poesías selectas en dialecto asturiano, 1887
- La Biblioteca asturiana, 1887
- El libro de Oviedo, 1887
- Rudimentos de Derecho, 1892
- Nociones de Derecho usual español, 1894
- Asturias, 1895 (junto con Octavio Bellmunt
- Historia de Llanes y su concejo, 1896
- Don Carlos González Posada: notas bio-bibliográficas, 1898
- Guía General del viajero en Asturias (junto a Bellmunt), 1899
- Instituciones históricas asturianas, 1902-1904
- Catecismo de instrucción cívica, 1903
- Los gremios asturianos, 1903
- Martínez Marina y su tiempo, 1905
- Memorias asturianas del año ocho, 1908
- Historia bio-bibliográfica de la literatura jurídica española, 1911
- Historia documentada de la organización, gobierno y administración de Asturias, 1911
- La torre enferma, 1911
- Representación asturiana administrativa y política desde 1908 a 1915, 1915
- Noticias de la antigua Cofradía de los Xastres o de Nuestra Señora de la Balesquida, 1915
- De Covadonga; contribución al XII centenario, 1918
- Discursos rectorales, 1918
- Las instituciones culturales y méritos de D. Ezequiel, D. Fortunato y D.ª Francisca de Selgas, 1924

## Distincions
- El 1906 va ser declarat fill predilecte d'Oviedo per l'ajuntament.
- Membre de la Reial Acadèmia de la Història, l'Acadèmia Espanyola, Belles Arts i de les Bones Lletres de Barcelona i Sevilla.
- President de la Comissió Provincial de Monuments
- Vocal de l'Il·lustre Col·legi d'Advocats d'Oviedo